# هنس میل (جورجیا)
هنس میل (به انگلیسی: Hannahs Mill) یک منطقهٔ مسکونی در ایالات متحده آمریکا است که در شهرستان اوپسون، جورجیا واقع شده‌است. هنس میل ۱۱٫۳ کیلومتر مربع مساحت و ۳٬۲۶۷ نفر جمعیت دارد و ۲۲۸ متر بالاتر از سطح دریا واقع شده‌است.